# Menemen
Menemen je priljubljena tradicionalna turška jed, katere običajne sestavine so jajca, paradižnik, zelena paprika in začimbe, kot so mleti črni in rdeči poper, kuhane v olivnem olju.
Včasih menemen vsebuje tudi čebulo, ki pa se v jedi pojavlja običajno takrat, ko se jé kot glavna jed. Kadar se menemen uživa za zajtrk, običajno v njem ni čebule. 
Menemen je tradicionalno značilen za turški zajtrk in se običajno servira s kruhom. Ime je jed dobila po majhnem mestu v provinci Izmir.
Nekatere različice jedi vsebujejo tudi gobe in mleto jagnječje meso. Poleg tega se lahko pri pripravi uporabijo tudi druge začimbe, kot so kumina, mleta paprika, meta in timijan.